# Natalie Batalha
Natalie Marie Batalha, aussi connue comme Natalie M. Stout-Batalha, est une astrophysicienne américaine née en 1966. Elle travaille dans le domaine des exoplanètes et en particulier pour la mission Kepler de la NASA. Elle est connue pour avoir participé à la découverte de plusieurs exoplanètes.